# حركة تمرد

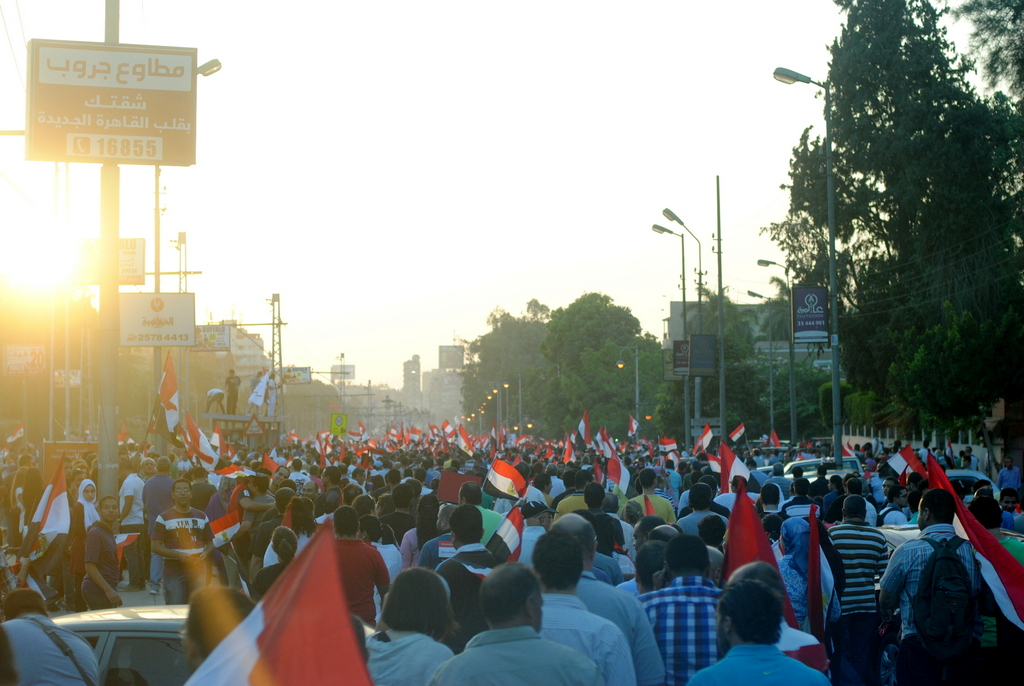

حركة تمرد أو حملة تمرد، هي حركة معارضة مصرية، مدعومة وممولة من قِبل جهاز المخابرات العامة المصري ودولة الإمارات، دعت في 2013م لسحب الثقة من الرئيس محمد مرسي، والدعوة إلى انتخابات رئاسية مبكرة. قامت الحركة بدعوة المواطنين إلى التوقيع على وثيقة تحمل نفس اسم الحركة. انطلقت «تمرد» في يوم الجمعة 26 أبريل 2013 من ميدان التحرير بالقاهرة، على أن تنتهي في 30 يونيو من نفس العام، وأعلنت على لسان محمود بدر - أحد متحدثيها - عن جمع 22 مليون توقيع لسحب الثقة من محمد مرسي.
قوبلت حركة تمرد في بدايتها بحالة من الشجب والاستنكار من قبل جماعة الإخوان المسلمين والأطراف الموالية لها واتهمتها بالتحريض على العنف والتحالف مع فلول الحزب الوطني السابق، نجاح حركة تمرد (بحسب الأرقام المعلنة من جانبها) شجع لقيام بحركات مماثلة في دول أخرى مثل تونس وفلسطين وغيرها.
وعقب أحداث 30 يونيو في مصر والإطاحة بالرئيس محمد مرسي، شككت بعض الأطراف في أصل هذه الحملة وتأسيسها ووصفتها بأنها «مأجورة» وتم تمويلها لصالح القائمين بالانقلاب العسكري، خاصة بعد وضع اسمي مؤسسي الحركة في لجنة إعداد الدستور بشكل غير مبرر، وفي أكتوبر 2013 تعرضت حملة تمرد لانشقاقات في صفوفها واتهم بعض أعضائها مؤسسي الحملة بأنهم على علاقة برجال نظام مبارك السابق.

## مسيرة الحركة
أعلنت الحركة أنها جمعت 200 ألف توقيع في الأسبوع الأول، جدير بالذكر أن حركة تمرد كان قد سبقها إلى هذا النهج حركات أخرى مثل حركة مستمرون والتي أسسها محمد أبو حامد عضو مجلس الشعب السابق المنحل. وصل انتشار حركة تمرد إلى حد أن أعلن مؤسسوها أنهم قد جمعوا 2 مليون و 29 ألفاً و 592 استمارة توقيع لسحب الثقة من مرسي في مؤتمر صحفي عقدوه يوم الأحد 12 مايو 2013 أي بعد حوالي إسبوعين من تدشين الحملة.
أنباء تعدي عدد الاستمارات الموقعة لما يزيد عن 2 مليون في أسبوعين أحدثت صخبا إعلاميا واسعا[بحاجة لمصدر] ساعد في انتشار حركة تمرد أكثر في الأوساط الشعبية المصرية كما انتبهت لها قوى المعارضة التي أجمعت تقريبا على تأييدها كما إنضمت إليهم بعض قوى من تيار الإسلام السياسي.[بحاجة لمصدر] ومن التيارات السياسية التي دعمت حركة تمرد حركة كفاية وجبهة الإنقاذ والجمعية الوطنية للتغيير وحركة 6 أبريل، كما أعلنت نقابة المحامين المصرية فتح مقراتها للمواطنين على مستوى الجمهورية لتلقي الاستمارات الموقعة.
بعد عزل الرئيس محمد مرسي في 3 يوليو، وتعيين عدلي منصور رئيسًا مؤقتًا للبلاد، أصدر هذا الأخير إعلانًا دستوريًا في 9 يوليو رفضته الحركة وقالت أنه لم يعرض عليها وقالت في حسابها على تويتر أنه لا يمكنها القبول بالإعلان الدستوري الجديد «لأنه جاء إرضاءا للسلفيين».

## حركات مناهضة
من جانب آخر أطلق بعض مؤيدي الرئيس محمد مرسي حملتين لجمع توقيعات لدعم استمرار محمد مرسي في الحكم هما حملة مؤيد وحملة تجرد.
في نفس الوقت إتهم بعض الموالين لجماعة الإخوان حركة تمرد بأنها حركة تخريبية وأن إدعائها أنها جمعت هذه الأعداد كذب.

## حركة تمرد بعد 3 يوليو

### جريدة
أعلنت حركة تمرد عبر مجموعتها الإعلامية أنها تستعد لإصدار جريدة ورقية يومية باسم «تمرد» تعبر عن الحملة وعن حالة التمرد بصفة عامة في الشارع المصري. وقال محمود بدر، رئيس تحرير موقع تمرد في تصريح صحفي نشره الموقع، إن الأمر الآن في مرحلة البحث عن ممول أو مجموعة ممولين من الشخصيات المصرية الوطنية التي لا غبار عليها، مشيرًا إلى أنه في حال عدم التوصل إلى ذلك سوف نتجه إلى إصدار الجريدة عن طريق الاكتتاب الشعبي لتكون تجربة رائدة في ذلك. وأضاف أنه تم الانتهاء من إعداد الميزانية الخاصة بالجريدة، إضافة إلى الهيكل الإداري والتحريري كانت الحملة قد أعربت في سياق بيان لها تزامن مع إطلاق موقعها الإلكتروني عن أملها في تأسيس مدرسة صحفية جديدة.
وعبر بدر عن أمله في تأسيس مدرسة صحفية جديدة.. لها أدواتها الخاصة ولغتها الخاصة المستمدة من روح جيل مختلف.. جيل آمن بالثورة وحدد لها موعدا.. وقام بها.. ولا يزال مصمما على استكمالها بالرغم من كل المعوقات.

### انشقاقات
بعد إنقلاب 3 يوليو 2013، بزغ نجم حملة «تمرد» والتي نجحت في هدفها وهو عزل الرئيس الراحل محمد مرسي، كما شارك مؤسسها محمود بدر في الإنقلاب حيث كان جالسا بجوار السيسي إبان إلقاءه خطاب عزل مرسي.
لكن أشهر قليلة فقط، وبدأت الصراعات الداخلية تطفو على السطح، حيث قرر محمود بدر وحسن شاهين، ومحمد عبد العزيز تحويل الحملة إلى حركة سياسية وهو ما رفضه كثيرون كونها «حملة شبابية ثورية لا سياسية» حسب تعبير أحد المنشقين. كما أن دعم محمود بدر لترشيح المشير السيسي آنذاك للإنتخابات الرئاسية عام 2014 أثار حفيظة كثيرين حيث طالبت بعض القيادات بالحملة بدعم مرشح مدني للرئاسة بالإضافة إلى التسريبات التي كشفت تمويلات أجنبية وفساد مالي داخل الحركة. كل ذلك تسبب في إنشقاق العديد من القيادات ومطالبة آخرين بسحب توقيعاتهم من استمارات «تمرد» السابقة.
أبرز الأسماء المنشقة:
- محب دوس: أحد مؤسسي الحملة، أعلن رفقة بعض القيادات الأخرى، انتهاء دور الحملة ورفض محاولة تحويلها لحزب سياسي كما دعا إلى ذلك محمود بدر، «يسعى نحو المناصب ويترشح قيادتها لعضوية البرلمان موضحا أن الحركة بدأت من خلال حملة شعبية وستظل كذلك». كما أكد دوس أن هناك اتهامات تلاحق بعض أعضاء الحركة أمثال محمود بدر ومحمد عبد العزيز ومي وهبة بالفساد المالي وتلقي أموال وتبرعات من جهات مشبوهة أو رموز لنظام مبارك.[25]
- مسعد المصري: المتحدث السابق باسم «تمرد»، خرج في فيديو نشر على موقع يوتيوب في يونيو 2016، أعلن فيه ندمه على الإنضمام للحملة كما تبرأ من إحتجاجات 30 يونيو 2013 التي شارك فيها "بقوة" حسب تعبيره. كما صرح المصري:"لما نزلنا السيسي ضحك علينا وقال "انتو نور عنينا" وحيكون فيه اقتصاد ومشاريع وتشغيل للشباب"، ثم قام بخلع حذائه أمام الكاميرا وضرب نفسه بها، معتبرًا ذلك ندمًا على المشاركة في "ثورة" 30 يونيو. وواصل حديثه "أنا غلطان لإنى وجدت الشباب كلها في السجون، وقناة السويس كانت وهمية، والصحفيين الأحرار بداخل السجون ونظام مبارك يعود من جديد، ثم أردف: "أقول للشعب المصري حقكم عليا وأبوس أرجلكم سمحوني ودا اعتذار مني بذلك".[26][27]

## حركات مشابهة

### تونس
كشفت حركة تمرّد التونسية، الأربعاء 3 يوليو عن نجاحها في حشد الآلاف من الإمضاءات، تمهيداً لاحتجاجات شعبية هدفها إسقاط الحكومة الحالية والمجلس الوطني التأسيسي وتصحيح مسار الثورة، على حد تعبيرها. وصرَّح القائمون على الحملة بأنه تم الوصول إلى أكثر من 175 ألف توقيع حتى أمس الثلاثاء، من عدة ولايات، حيث كان نصيب العاصمة تونس نحو 25 ألف توقيع. وفي الوقت نفسه يجري الإعداد لحراك شعبي على الميدان ينطلق من المناطق الفقيرة والمهمّشة باتجاه المدن المركزية، لكنها لم توضح متى سيتم ذلك وبأي طريقة، على حد قولهم.

### المغرب
أطلقت صفحات بأسم حركة تمرد المغربية، أصبحت بعضها تستهدف إسقاط النظام، بعد أيام فقط من إعلان أولاها أنها تستهدف رئيس الحكومة الذي هو في نفس الحين رئيس حزب العدالة والتنمية الإسلامي عبد الاله بنكيران. وقال مدير صفحة حركة تمرد المغربية، على موقع الفيس بوك، إن الحركة تأتي في سياقها الوطني والإقليمي، حيث إنه «لا يمكن بأي حال من الأحوال نفي وجود علاقة تأثير وتأثر بين المغرب ودول الجوار، من قبيل مصر وتونس».

### البحرين
حذرت وزارة الداخلية البحرينية من الاستجابة لما وصفتها «بالدعوات التحريضية» لحركة «تمرد» التي تدعو لإسقاط النظام عبر النزول في مظاهرات كثيفة في 14 أغسطس المقبل، على غرار ما فعلت حركة تمرد المصرية في 30 يونيو الماضي.

### السودان
دشن حزب الأمة القومي السوداني بزعامة الصادق المهدي غدا الأحد حملته لجمع التوقيعات الهادفة إلى إسقاط نظام الرئيس عمر البشير، والمسماة «بمذكرة التحرير» على غرار حركة (تمرد) المصرية.

## وصلات خارجية
- موقع حركة تمرد
- حملة تمرد وامبريالية الفلول، بقلم: عمر غازي